# География на Румъния
Румъния е разположена в Югоизточна Европа, на север от Балканския полуостров и долното течение на река Дунав. Заема обширни пространства от Източните и Южните Карпати, Западните Румънски планини, големи части от Среднодунавската и Долнодунавската низина. Площ 237 499 km².

## Географско положение, граници, големина
Територията на Румъния се простира между 43° и 48°с.ш. и между 20° и 30°и.д. Крайните точки на страната са следните:
- крайна северна точка – (48°15′52″ с. ш. 26°39′39″ и. д. / 48.264444° с. ш. 26.660833° и. д.), на десния бряг на Прут, на границата с Украйна, на 6 km североизточно от град Дарабани.
- крайна южна точка – (43°37′23″ с. ш. 25°23′31″ и. д. / 43.623056° с. ш. 25.391944° и. д.), на левия бряг на река Дунав, на границата с България, на 2 km южно от град Зимнич.
- крайна западна точка – (46°07′15″ с. ш. 20°15′43″ и. д. / 46.120833° с. ш. 20.261944° и. д.), на границата със Сърбия, на 1,5 km западно от село Беба Вече.
- крайна източна точка – (45°08′47″ с. ш. 29°46′07″ и. д. / 45.146389° с. ш. 29.768611° и. д.), на брега на Черно море, на 5 km източно от град Сулина.

Румъния граничи с 5 европейски държави, като дължините на границите ѝ са следните: на юг с България (608 km), на югозапад със Сърбия (476 km), на запад с Унгария (443 km), на север и североизток с Украйна (362 + 169 = 531 km) и Молдова (450 km). Общо 2508 km. На изток се мие от водите на Черно море, като дължината на бреговата линия е 225 km. На север от град Констанца бреговете са предимно ниски, на места заблатени, с многочислени острови, крайбрежни коси и лимани. На юг преобладават праволинейните брегове с пясъчни плажове, ограничени от стръмните отстъпи на Добруджанското плато. В тези си граници площта на страната възлиза 237 499 km², която ѝ отрежда 10-то място по големина в Европа. От тях 230 339 km² са суша и 7160 km² – водни територии.

## Релеф
Територията на Румъния почти по равно се заема от средновисоки планини (височина над 800 m), хълмисти или платообразни възвишения (височина от 200 до 800 m) и низини. Основната орографска система е планината Карпати, която в пределите на страната се поделя на Източни, Южни Карпати и Западни Румънски планини. Източните Карпати се простират от северозапад на югоизток приблизително на 300 km. Те имат плоски билни заравнения с височина до 2305 m (връх Петрос в планината Родна), разделени от надлъжни и напречни тектонски долини. Южните Карпати се простират на 270 km, основно от изток на запад. Те се състоят от масиви със стръмни склонове, като гребените им са увенчани с алпийски форми на релефа. Максимална височина връх Молдовяну (2544 m). Западните Румънски планини включват платообразния масив Бихор (височина до 1848 m) и силно разчленените хребети Траскъу и Металифери. Между Южните, Източните Карпати и Западните Румънски планини е разположено Трансилванското плато с преобладаващи височини 500-800 m. От външната (източна) част на Карпатите се простира полоса от силно разчленени предпланински възвишения с височини на някои места над 1000 m. На изток се простират Молдовските възвишения, състоящи се от изилирани хълмисти ридове с плоски междуречия и стръмни склонове. На игоизток е разположена северната част на окарстеното Добруджанско плато. Между Карпатите на север и река Дунав на юг се простира Долнодунавската низина. Найните северни части са изградени основно от наносни конуси, образувани от левите притоци на Дунав, а южните ѝ части имат слабохълмиста повърхност. Западната част на страната попада в източната периферия на обширната и плоска Среднодунавска низина.

## Геоложки строеж, полезни изкопаеми
Територията на Румъния попада в пределите на северния клон на Алпийската геосинклинална област. Голяма част от страната се заема от младонагънатите Карпати. В западния край е разположен Панонския средищен масив, погребан под дебел слой от неогенски наслаги в Среднодунавската низина. На юг, покрай река Дунав се простира Мизийската плоча. От полезните изкопаеми най-голямо значение имат находищата на нефт и газ, привързани главно към Предкарпатския разлом. Основните нефтени находища се намират в района на град Плоещ и по цялата предпланинска (външна) част на Карпатите, а находищата на газ – в Трансилванския басейн. В страната се разработват находища на каменни въглища (Петрошани, желязна руда (Хунедоара), боксити (Западните Румънски планини), полиметални, медни и златни руди (Брад, Златна, Капник и др.), каменна сол (Прайд, Сленик) и др.

## Климат
Климатът на страната е умереноконтинентален. Средната януарска температура е около 0 °C по крайбрежието на Черно море, до −5 °C в равнините и до −10 °C (на места и по-ниски) в планините. Средната юлска температура в равнините е 20 – 23 °C, а в планините 8 – 16 °C. По крайбрежието на Черно море (в района на курорта Мамая) плажният сезон е от края на юни до края на септември. Най-голямо количество валежи (1200 – 1500 mm годишно) падат по западните склонове на най-високите планини, в равнините и предпланинските части годишната сума на валежите е 400 – 700 mm, а в делтата на Дунав и по крайбрежието на Черно море е 300 – 400 mm. Максимумът на валежите е от май до юли, а минимумът – от декември до февруари. В края на лятото в Долнодунавската низина често се наблюдава продължително засушаване. Продължителността на снежната покривка в планините е обичайно 3 – 4 месеца, в предпланинските части 1 – 2 месеца, а в равнините е неустойчива.

## Води
Почти всичките реки на Румъния (с изключение на малки рекички, стичащи се от Добруджанското плато в Черно море) се отнасят към водосборния басейн на река Дунав, която протича през южната част на страната на протежение над 1000 km. Най-големите притоци на Дунав на румънска територия – Жиу, Олт, Арджеш, Яломица, Сирет и пограничната с Украйна и Молдова река Прут водят в началото си от Карпатите. В горните си течение те представляват бурни потоци, а в пределите на Долнодунавската низина имат обичайно спокойно течение. Най-голямата река в Западна Румъния – Муреш се влива в Тиса (ляв приток на Дунав) извън пределите на страната. Подхранването на румънските реки е основно снежно и дъждовно. По време на пролетното пълноводие (характерно за цялата територия на страната) значителна част от заливната тераса на Дунав (т.н. Балта) се залива, като се образуват временни огромни водоеми. Румънските реки в горните си течения притежават големи хидроенергийни запаси, които в значителна степен се използват. Най-голямата ВЕЦ е изградена в теснината Железни врата на река Дунав, а значителни други са разположени на реките Арджеш, Лотру, Бистрица и др. Най-големите езера в страната са лиманите и стариците съсредоточени в долината на Дунав (Потелу, Гряка, Кълъраш, Братеш) и по крайбрежието на Черно море (Разелм, Синьо). Техните размери силно варират, а някои са солени.

## Почви
В низините са разпространени предимно черноземни и черноземновидни почви с високо естествено плодородие. По долините на реките се срещат ливадни черноземи, а в заливната тераса на Дунав – различни типове заблатени почви. В падините на Долно-дунавската низина и по крайбрежието на Черно море са развити солонци и солончаци. Добруджанското плато се заема от канелени почви, развити върху льосови наслаги. В предпланинските райони и по високите плата са развити сиви и кафяви горски почви. Планинските разновидности на тези почви се наблядават предимно по долните части на склоновете на височина до 1200 – 1500 m. Нагоре (под иглолистните гори) се формират подзолисти и планинско-ливадни скелетни почви. В районите с развити карбонатни почви се срещат рендзини.

## Растителност
41% от територията на Румъния са обработваеми земи (ниви, градини, лозя), а заедно с окултурените земи (тук влизат ливади и пасища – 21%) съставляват около 2/3. Естествената горска растителност (29% от площта на страната) се е съхранила предимно в планинските райони и по долините на реките. Останалата територия се заема от пясъци, блата, скали и други слабопродуктивни земи. В равнините естествената растителност (тревисти типчаково-коилови степи и отделни дъбрави) се е съхранила фрагментарно. Долините на реките са заети от мокри ливади, райони обрасли с тръстика и камъш и малки горички от тополи и върби. Най-високите части на Трансилванското плато, Молдавските възвишения и Добруджа, а също и предпланините на Карпатите на височина до 400-700 m са заети частично от малки смесени гори с примеси от бук. В Карпатите на височина 800 – 1200 m са разпространени предимно букови гори (понякога с премеси от бреза, ясен, габър, клен, гръцки орех), а в подлеса виреят офика, дива череша, черемуха, глог, обикновен дрян, чашкодрян и др. Нагоре (до 1500 – 1800 m) следват иглолистни гори предимно от смърч и ела, а в горната граница на гората те се смесват с бор, лиственица и клек. Най-високите планински участъци са заети от субалпийски и алпийски пасища.

## Животински свят
За горската фауна на Румъния са характерни вълк, лисица, рис, катерица, бурсук, заек, белка, а от птиците – сова, кълвач, кукувица. По-рядко се срещат сърна, дива свиня, мечка, елен, кошута. По най-високите части живеят планински кози. В планинските реки са въдят пъстърва, хариус и др. За степните райони обичайните животни са мармот, лалугер, полска мишка, а от птиците – ястреб, орел, дропла, стрепет, пъдпъдък. Срещат се змии и гущери. В крайречните гори наред с обичайните горски животни се срещат бозайници и птици, съществуването на които е свързано с водните басейни (норка, видра, чапла, гъска, лебед). Своеобразен е животинския свят в делтата на Дунав, където гнездят огромно количество блатни и водоплаващи птици (чапли, гъски, патки, чайки, жерави, лебеди и др.), а през лятото от Африка пристигат пелекани и фламинго. Наред с обичайните за долното течение на Дунав видове риби тук се развъждат и есетрови (есетра, белуга, пъстърва, чига и др.).

## Природни райони
Територията на Румъния може да бъде поделена на 9 природни района: Среднодунавска (Тиска) низина – изградена от алувиални наслаги, с плосък релеф и почти на 100% стопански усвоена; Долнодунавска (Румънска) низина – плоска, стопански усвоена алувиална равнина, прорязана от силно заблатената долина на Дунав; Добруджа – столово, на места силно окарстено плато; Молдовски възвишения – интевзивно разчленена от ерозия територия, характеризираща се с редуването на пасища и малки горички; Източни и Южни Предкарпати – силно разчленени предпланински участъци заети от дъбови и букови гори; Западни Румънски планини – отделни кристалинни, вулканични и варовикови масиви, покрити с гори и субалпийски пасища; Източни Карпати – планински регион изграден в централните си части от кристалинни и вулканични скали, а по периферията – от флишеви скали, покрит със смесени гори и субалпийски пасища; Южни Карпати – представляват най-високите части на Румъния, изградени основно от кристалинни скали и с добре изразена височинна поясност на ландшафтите.